# همجات آل براز الأمني (وادي الدواسر)
همجات آل براز الأمني، هي قرية من فئة (ب) تقع في محافظة وادي الدواسر، والتابعة لمنطقة الرياض في السعودية. وتبعد همجات آل براز الأمني عن محافظة وادي الدواسر بمسافة تقارب () كم.